# Trail Inlet
Das Trail Inlet (englisch) ist eine etwa 24 km lange und vereiste Bucht an der Bowman-Küste des Grahamlands auf der Antarktischen Halbinsel. Sie liegt zwischen dem Three-Slice-Nunatak und dem Kap Freeman.
Der australische Polarforscher Hubert Wilkins entdeckte sie bei einem Überflug am 20. Dezember 1928. Die Breite des Grahamlands beträgt zwischen dem Kopfende dieser Bucht und demjenigen des Neny-Fjords an der Fallières-Küste lediglich 32 km. Das Advisory Committee on Antarctic Names benannte sie 1953 so, weil die Bucht zwischen 1939 und 1941 einen natürlichen Pfad (englisch trail) für die Schlittenexkursionen der United States Antarctic Service Expedition (1939–1941) bei der Durchquerung des Grahamlands von Küste zur Küste darstellte.